# دین آزتک

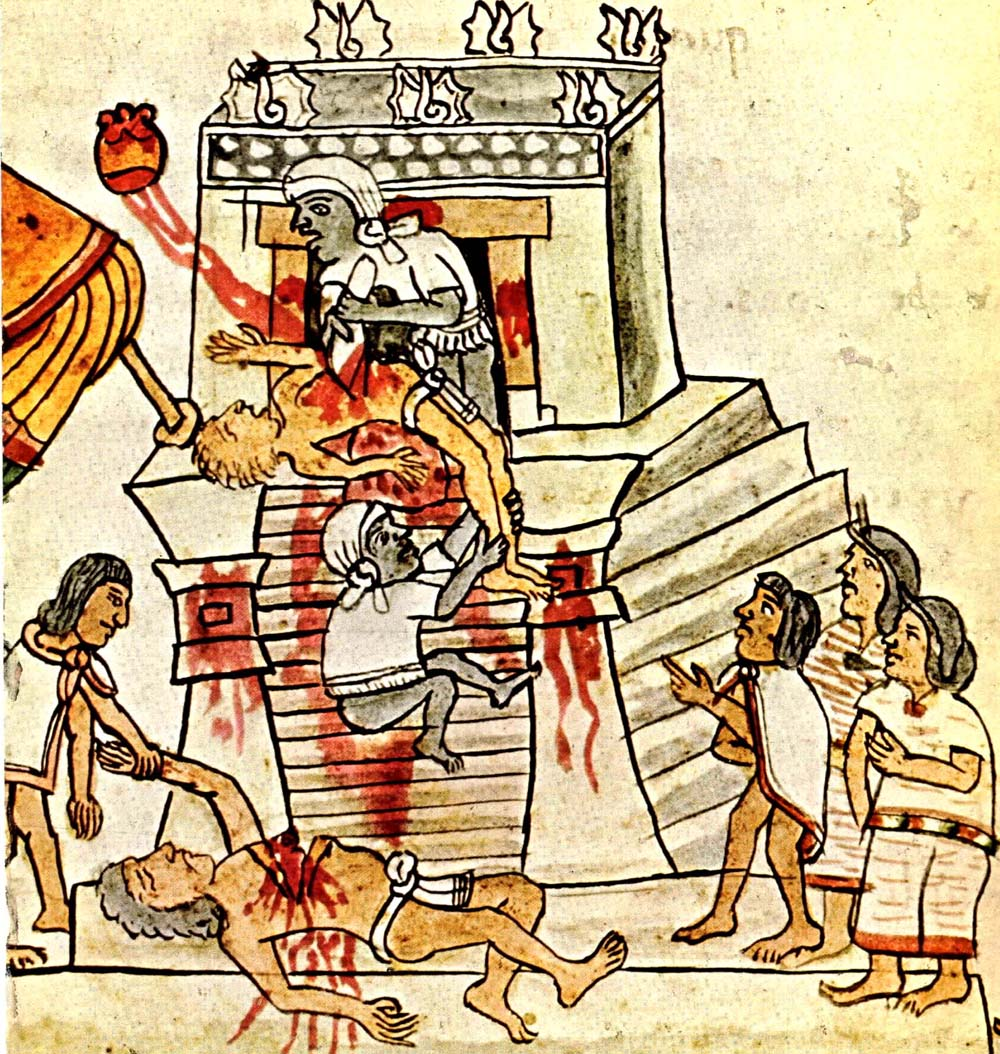
مراسم هبه (قربانی) آزتک

دین آزتک یک مذهب از آمریکای میانه (مزو امریکن) و آزتکی است. این دین مانندِ دیگر دینهای مزو امریکن، دارای عناصری همچون هبه (قربانی) انسان در فستیوالهای گوناگون و براساس گاهشمار آزتک بوده‌است.
در مرکز مراسم تنوچتیتلان(Tenochtitlan)، مهم‌ترین معبد، معبد بزرگ بود که از دو هرم با دو معبد بر بالای هریک تشکیل شده بود. یکی به هوئیتزیلوپوچلی(Huitzilopochtli) اختصاص داده شده بود و "کوه مار" نامیده می شد، و معبد دیگر به Tlaloc اختصاص داده شده بود.

## آدم خواری
سران آزتک اشتهای سیری نا پذیری برای آدم خواری داشته‌اند. برخلاف مایاها که قربانیان انسانی گاه به گاه و صرفاً تحت مراسم آیینی داشته اند، آزتک‌ها به بر پا کردن "جشن خون" و سلاخی آئینی دسته جمعی و آدم خواری سیاه و گسترده شهره بوده اند. مشاهده کشته شدن، و سلاخی آیینی صدها و بلکه هزاران نفر در یک شب، و تکرار مدام آن در سال، رعب و وحشتی فراگیر در سایر قبایل همسایه بر انگیخته بود. استاد دانشگاه هاروارد، دیوید اس. لندز در کتاب خود "ثروت و فقر ملل" می نویسد که یکی از دلایل عمده ای که آزتک‌ها با ابعاد گسترده خون خواری و آدم خواری از مردم خویش، سال‌ها حکومت کردند، ایجاد جو وحشت بوده‌است.